# Französische Strasse
Ej att förväxla med gatan med samma namn i Potsdam.
Französische Strasse (tysk stavning: Französische Straße) är en gata i centrala Berlin, i stadsdelen Mitte.  Gatan löper i öst-västlig riktning parallellt med och strax söder om Unter den Linden, mellan Wilhelmstrasse och Werderscher Markt vid Spreeinsel.
Gatan har sitt namn efter de franska hugenotter som slog sig ner i Berlin som religionsflyktingar från Frankrike under slutet av 1600-talet.  Den löper bland annat förbi den franska kyrkan Französischer Dom på Gendarmenmarkt och varuhuset Galeries Lafayette vid korsningen med Friedrichstrasse.

## Historia
Gatan anlades i slutet av 1600-talet från Berlins gamla fästningsvall, västerut genom förstaden Friedrichstadt och fick officiellt sitt namn omkring 1706. Namngivande var de franska religionsflyktingar som hade köpt många tomter vid gatan, då nästan vart femte Berlinbo vid denna tid var från Frankrike och hade bosatt sig i de kvarter kring Unter den Linden som utgjorde förstaden Dorotheenstadt. Omkring 1740 infogades även de angränsande gatorna Beim Französischen Kirchhof und Nach dem Französischen Kirchhof.
Gatan avslutades i mitten av 1800-talet i öst av en byggnad som var säte för Preussens herrehus första kammare från 1849. Efter en brand 1851 som ödelade byggnaden kom ruinen att röjas bort och gatan förlängdes istället till sin nuvarande ändpunkt vid korsningen med Oberwallstrasse, där den övergår i Werderscher Markt. 
Gatorna i kvarteren kring Französische Strasse, Mauerstrasse, Jägerstrasse, Friedrichstrasse och Charlottenstrasse var den centrala platsen för barrikadstriderna under Marsrevolutionen 1848. År 1998 avtäcktes en bronstavla i korsningen Französische Strasse/Oberwallstrasse med en inskription som påminner om att detta var platsen för det första angreppet från de preussiska gardetrupperna under general Karl Ludwig von Prittwitz mot barrikaderna. Barrikaden intogs snart och endast ett fåtal försvarare lyckades fly undan över hustaken. 
Flera banker lät uppföra representativa bankbyggnader längs gatan under andra halvan av 1800-talet.

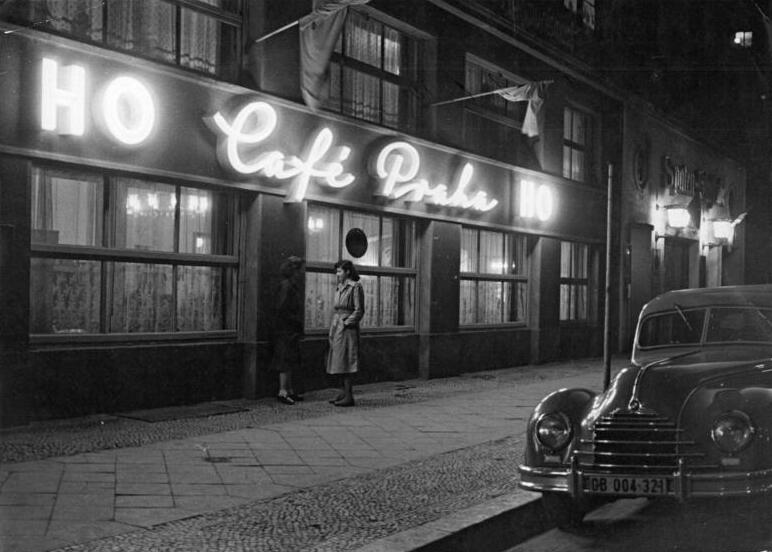
Dåvarande Café Praha i F.W. Borchardt-lokalen, 1952.

Många byggnader längs gatan förstördes i andra världskrigets bombningar. Under 1980-talet lät Östtysklands regering uppföra många nya byggnader längs gatan för att fylla de luckor som uppstått efter att krigsruinerna avlägsnats. Byggnadsstilen orienterade sig efter Schinkels bevarade klassicistiska byggnader med bibehållen fasadhöjd. Som material användes dock prefabricerade betongelement, men med utsmyckade fasadprofiler. Gatubilden kom således att åter karakteriseras av slutna 1800-talskvarter, där nybyggena kan identifieras först vid en närmare anblick. 

## Byggnader vid gatan
I korsningen med Friedrichstrasse ligger Galeries Lafayette-varuhuset i Berlin, en filial till en större fransk varuhuskedja. Vid korsningen med Friedrichstrasse låg även en tunnelbanestation för Berlins tunnelbana, döpt efter gatan Französische Strasse, U Französische Strasse på linje U6.  Stationen lades ned i samband med att den nya stationen Unter den Linden öppnade, som är en bytesstation med linje U5 och ligger närmare Unter den Linden. Vid en av de tidigare nedgångarna till tunnelbanan finns en bevarad skylt med tunnelbanelinjen U6:s gamla namn, Nord-Süd.
I anslutning till Französische Strasse ligger även Gendarmenmarkt med Schauspielhaus Berlin och Französischer Dom. 
Bland övriga historiska byggnader längs gatan, många av dem byggnadsminnesmärkta, finns bland andra:
- Nummer 1–7 och 63–68: Deutsche Banks byggnadskomplex, uppfört 1872–1874.
- Nummer 9–12: Postkontor Berlin W 8, uppfört i holländsk barockstil för tyska Reichspost.
- Nummer 13/14: Bostads- och affärshus, uppfört kring 1880
- Nummer 24: Bostads- och affärshus, uppfört kring 1895
- Nummer 32: Bostads- och affärshus uppfört kring 1830. Huset har bland annat ägts av balettmästaren Paul Taglioni, köpmannafamiljen Borchardt, privatbankerna J. Dreyfus & Co. respektive Delbrück, Schickler & Co. Från 1945 säte för Aufbau Verlag.
- Nummer 36–39: Dresdner Bank-byggnaden, uppförd 1887.
- Nummer 42–44: f.d. säte för Berliner Handelsgesellschaft, uppfört 1897–1900 efter ritningar av Alfred Messel.
- Nummer 47: Gasthaus F. W. Borchardt, uppfört kring 1895 i nybarockstil som bostads- och affärshus.
- Nummer 16: Deutsches Institut für Bankwissenschaft und Bankwesen
- Nummer 18 och 49–56: Reichs-Credit-Gesellschaft AG
- Nummer 22/23: Wirtschaftpolitischer Dienst-Verlag H. Funke och Deutsches Arbeitswissenschaftliches Institut
- Nummer 33: Gothaer Feuerversicherungs-Bank AG, regionalt Berlinhuvudkontor
- Nummer 33a, 33b, 33c: Deutsche Reichspost, Telegrafbyggnadsverket och en rörpoststation
- Nummer 33e: Dresdner Bank-kontor
- Nummer 46: Reichswirtschaftsministerium
- Nummer 49: Faber Castell-filial
- Nummer 50–56: Reichs-Kredit-Gesellschaft
- Nummer 57/58: Berliner Bank Institut Joseph Goldschmidt Co.